# Evergarden
Evergarden — это инди-игра и головоломка, выпущенная 16 августа 2018 года для персональных компьютеров и мобильных устройств iOS. В 2019 году, игра также была выпущена на Android и Linux. В данной игре имеется поле, обозначенное сеткой и на котором необходимо выращивать цветы, комбинировать, выполнять задания и бороться со вредителями.
Созданием игры занималась независимая американская студия разработчиков игр Flippfly, известная также за выпуск игры Race The Sun. В противоположность ранней игре, Evergaren задумывалась, как три-в-ряд игра с расслабляющей атмосферой и элементами квеста. Игра также создавалась, как дань недавно умершей матери одного из разработчиков.
Evergarden получила положительные оценки со стороны игровых критиков. Средняя оценка по версии агрегатора Metacritic составила 86 баллов из 100 возможных. Рецензенты похвалили игру за её визуальную эстетику и наличие сюжетной линии несмотря на свой жанр. Они также заметили, что с первого взгляда Evergarden выглядит так, будто перенимает уже знакомые элементы игрового процесса у других игр, но по мере прохождения раскрывает свою оригинальную природу.

## Игровой процесс
Evergarden представляет собой пошаговую пошаговую стратегическую головоломку.

Демонстрация прохождения игры

Перед игроком представлено поле в виде доски, состоящей из шестиугольных ячеек. На них нужно взращивать цветы. Игра начинается с того, что на ней имеется определённое количество ростков, которые дают плоды. Игрок может либо объединить их, образовав двухлепестковый цветок на одной ячейке, или же посадив плод на соседней ячейке, из которой затем вырастит новый плод. Если рядом оказываются два двухлепестковых цветка, то их можно также объединить, образовав один трёхлепестковый цветок и далее, в таком порядке можно образовывать цветы с тремя, четырьмя, пятью и шестью лепестками. Каждый цветок образует плод, из которого вырастает новый росток. Чтобы плоды выросли, нужно нажать на часы. Количество ходов ограничено. Игра теоретически длится бесконечно, но закачивается, когда игрок израсходует все ходы. Если объединить шестилепестковые цветы, то они образуют стелу, которая даёт три дополнительных хода, дарят игроку артефакт в виде ромба, но навсегда занимается ячейку. По мере прохождения, игроку начинают мешать животные. Например броненосцы занимают ячейки, а зайцы поедают растения с каждым ходом, сделанным игроком. Он них можно избавится, призвав орла.
Рядом с полем сидит лисица, которая даёт игроку задания образовать с помощью цветов с одинаковым количеством лепестков определённую форму. В награду, игрок получает в инвентарь один цветок, который он затем может расположить в любой ячейке. В инвентаре может находится до трёх предметов, в том числе и механики, полученные в результате наград. Если игрок заполучает ромб из стелы, то после окончания игры, он может их накопить в определённом количестве, чтобы затем открыть доступ к скрытым локациям и получить в награду новые механики, которые представлены в виде виниловых пластинок. Их можно, как предметы поместить в инвентарь и затем один раз использовать в игре. Например заставить цветы расти, или отгонять паразитов.

## Разработка и выход
Созданием игры занималась независимая американская студия разработчиков игр Flippfly, известная также за выпуск игры Race The Sun на iPhone. Создание игры началась ещё в 2012 году. Команда исходила из идеи создать игру три в ряд, но не типичную условно-бесплатную, которая ориентировалась бы на счётчик очков, а была бы премиальной и предлагала расслабляющую атмосферу, в противоположность Race The Sun. Разработчики описали свою игру, как головоломку, заключённую в жанр квеста, а с точки зрения игрового процесса — завязанную на счёте головоломку, аналогичную играм Threes, Triple Town и даже Bejeweled, где игрок должен снова и снова повторять игровой сеанс, совершенствуя навык игры и разрабатывая стратегию, для того, чтобы дольше продержаться. При этом Evergaten создавалась, как игра, подходящая для нескольких платформ, в частности сенсорного экрана и персонального компьютера. Работая над сюжетной линией, разработчики вдохновлялись собственными историями прошлого, в частности Аарон Сан Филиппо заметил, что в прошлом, его мать сама занималась садоводством и повлияла на интерес разработчика к природе. Разработчик также признался, что создание игры было данью уважения его недавно умершей матери. Работая над визуальным стилем, команда переделывала его несколько раз, в итоге остановившись на низкополигональном стиле, напоминающем фигуры оригами.
Выход игры состоялся 16 августа 2018 года на персональных компьютерах и мобильных устройствах iOS. Осенью 2018 года была объявлено о предстоящем выходе версии на Android. Её выход состоялся 19 марта 2019 года. 16 августа была выпущена версия игры для Linux.

## Восприятие
| Сводный рейтинг    | Сводный рейтинг |
| Агрегатор          | Оценка          |
| ------------------ | --------------- |
| Metacritic         | 84/100          |
| Иноязычные издания |                 |
| Издание            | Оценка          |
| 148Apps            | [ 3 ]           |
| Pocket Gamer UK    | [ 11 ]          |
| KickMyGeek         | [ 4 ]           |
| TouchArcade        | [ 6 ]           |

Evergarden получила положительные оценки со стороны игровых критиков. Средняя оценка по версии агрегатора Metacritic составила 86 баллов из 100 возможных.
Критик сайта 148apps заметил, что Evergarden может выглядеть, как комбинация многих головоломок, вышедших недавно, однако сама игра берёт лучшие их качества, предлагая баланс между удовлетворительной системой развития, сохранением ощущения бесконечной повторяемости и, как ни странно, рассказыванием интригующей истории. Даже если Evergarden оставляет с первого взгляда ощущение поверхностной и красивой головоломки, на деле же она такой не является. С точки зрения игрового процесса, Evergarden напомнила критику такие игры, как Triple Town и Threes, а способ повествования критик счёл похожим с игрой The Room. Сами головоломки по мнению критика выглядят просто и естественно, однако рецензент указал и на существенный недостаток игры, а именно не возможность сохранения игрового процесса, если игровой сеанс не был завершён. В целом критик подытожил, что игра подойдёт как и людям, желающим раскрыть детали истории, как и для тех, что хочет изучить лучшие стратегии по объединению цветов и получения лучших результатов.
Критик сайта Pocket Gamer заметил, что Evergarden берёт свои идеи из множества разных источников и гармонично сплетает их, образуя не менее оригинальный геймплей. При этом чары игры кроются в открытии, не только в пределах сетки, но и за её пределами. Критик сайта KickmyGeek заметил, что хотя головоломка — это центральная тема игры, она предлагает достаточно разнообразного контента, чтобы игрой захотел возвращаться к ней снова и снова. Достаточно простое управления и ясные механики головоломки позволяют охватывать достаточно широкую игровую аудиторию. Тем не менее для дальнейшего продвижения, от игрока требуется разрабатывать стратегию. Игру также украшает великолепная графика и в целом расслабляющая атмосфера, а достаточно повторяемый игровой процесс компенсируется периодической разблокировкой новых механик и открытием новых песен.
Критик сайта Toucharcade заметил, в что в самом начале, игроку будет казаться, что он сталкивается со знакомыми элементами игрового геймплея, но со временем, по мере углубления в игру, он начнёт замечать всё большее количество её уникальных элементов. Критик заметил, что Evergarden идеально подойдёт игрокам, не любящим шутеры или гоночные игры, да и в целом выглядит, как идеальная головоломка для мобильного устройства.